# Bolet élégant
Suillus grevillei
Espèce
Statut de conservation UICN

 LC  : Préoccupation mineure
Suillus grevillei, le Bolet élégant, autrefois Suillus elegans ou Boletus elegans, est une espèce de champignon (Fungi) basidiomycète du genre Suillus. Il est caractérisé par son pied orné d'un anneau, ses teintes jaunâtres orangées son habitat sous mélèzes.

## Taxonomie
Le nom correct complet (avec auteur) de ce taxon est Suillus grevillei (Klotzsch) Singer, 1945.
L'espèce a été initialement classée dans le genre Boletus sous le basionyme Boletus grevillei Klotzsch, 1832.

### Synonymes
Suillus grevillei a pour synonymes :
- Boletinus grevillei (Klotzsch) Pomerl., 1980
- Boletinus grevillei (Klotzsch) Pomerl., 1980
- Boletus elegans Schumach., 1803
- Boletus flavus var. elegans Schumach.
- Boletus flavus With., 1786
- Boletus grevillei Klotzsch, 1832
- Ixocomus grevillei (Klotzsch) Vassilkov, 1955

### Étymologie
L'épithète spécifique grevillei est en hommage au mycologue Robert Kaye Greville.

### Noms vulgaires et vernaculaires
Ce taxon porte en français les noms vernaculaires ou normalisés suivants : bolet élégant, bolet jaune des mélèzes.

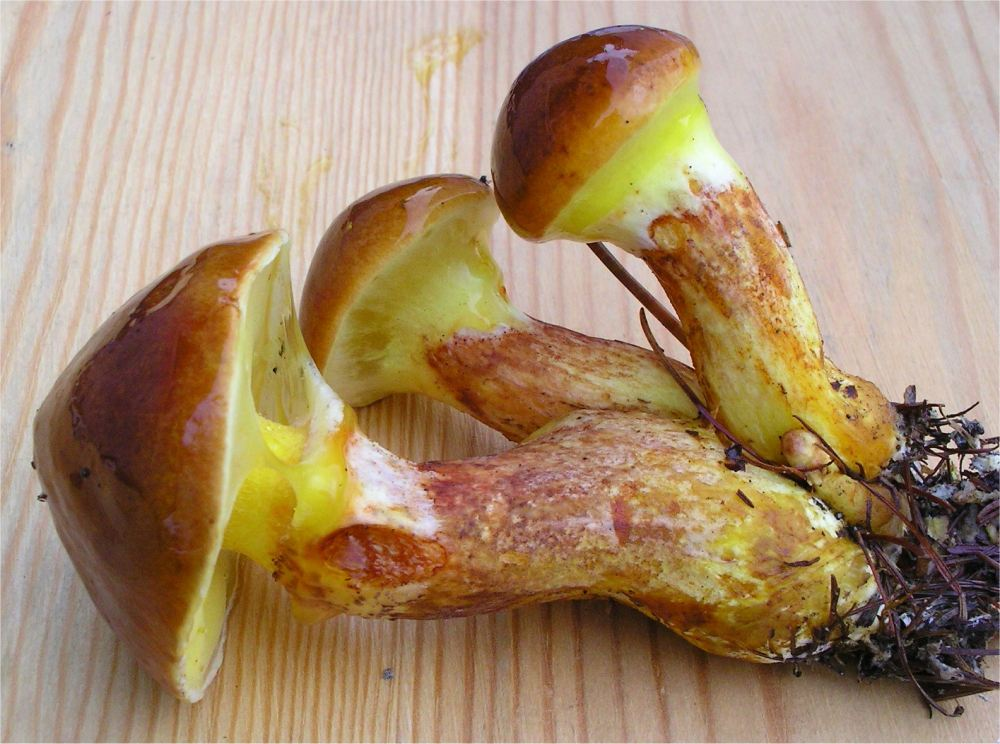
Jeunes sporohores de S. grevillei dont l'anneau est encore attaché au bas du chapeau à ce stade.

## Description du sporophore
Les bolets sont des champignons dont l’hyménophore, constitué de tubes et terminés par des pores, se sépare facilement de la chair du chapeau. Ce chapeau d'abord rond, recouvert d'une cuticule, devient convexe à mesure qu’il vieillit. Ils ont un pied (stipe) central assez épais et une chair compacte. Les caractéristiques morphologiques de S. grevillei sont les suivantes :
Son chapeau mesure 2 à 15 cm, il est visqueux, de couleur jaune citron à orangé vif ou roussâtre.
L'hyménophore présente des tubes jaunes puis jaune olivâtre. Les pores sont fins, concolores aux tubes, brunissant au toucher.
Son stipe mesure 3 à 12 cm x 1 à 3,5 cm, jaune au-dessus d'un anneau blanc puis jaune, orangé roussâtre à la base.
La chair est molle, jaune vif puis assez rapidement crème avec des reflets ou des taches orangées. Sa saveur est douce et son odeur est faible, évoquant celle des cèpes, pouvant faire songer aux feuilles de géranium qui ont été chiffonnées.

### Réactions chimiques
- Noir verdâtre au KOH sur le chapeau.
- Vert foncé à noir au NH4OH sur le chapeau[7].

### Caractéristiques microscopiques
Ses spores mesurent 7,5 à 10 μm x 3 à 4 μm, elles sont elliptiques-fusoïdes.

## Galerie

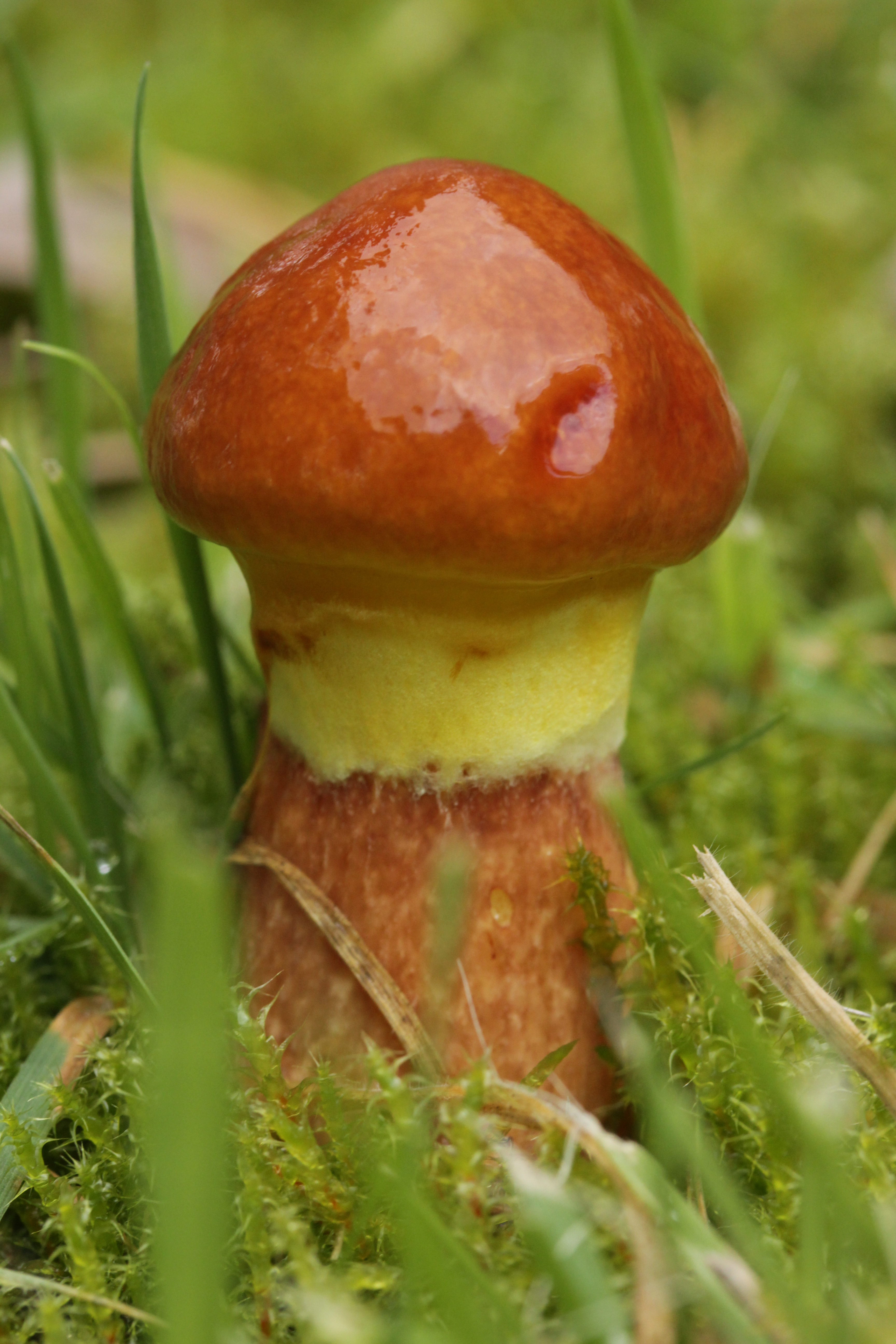
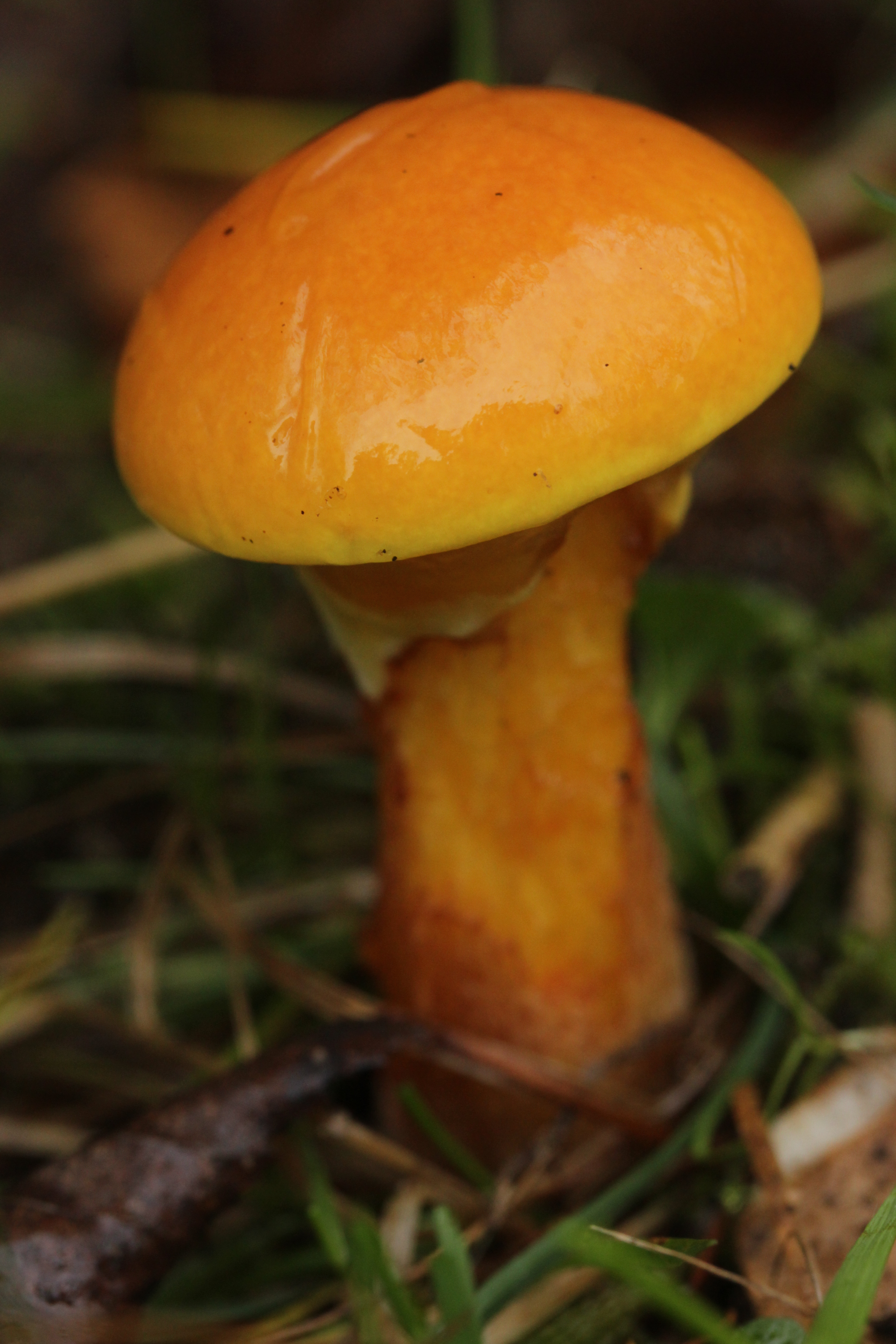
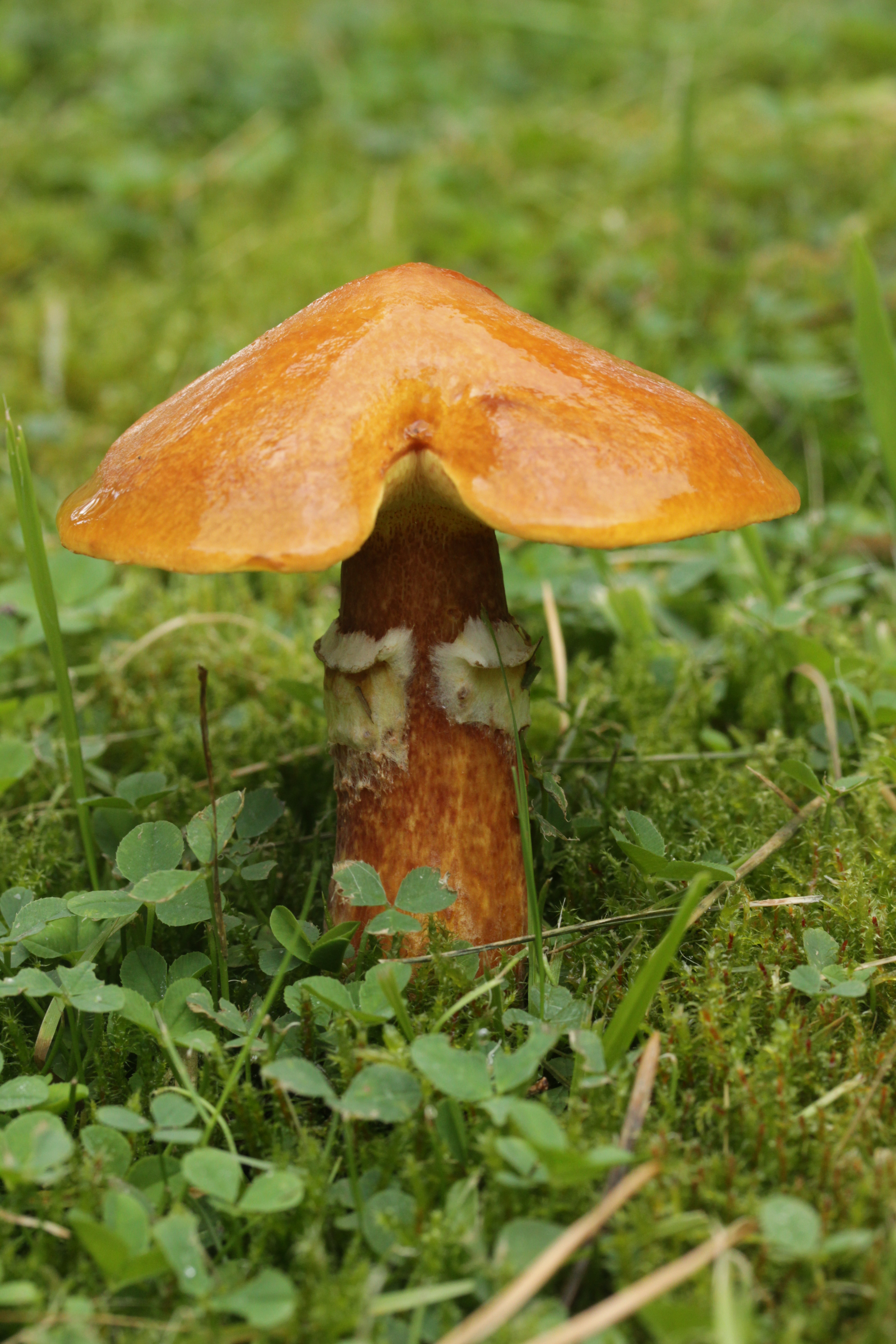
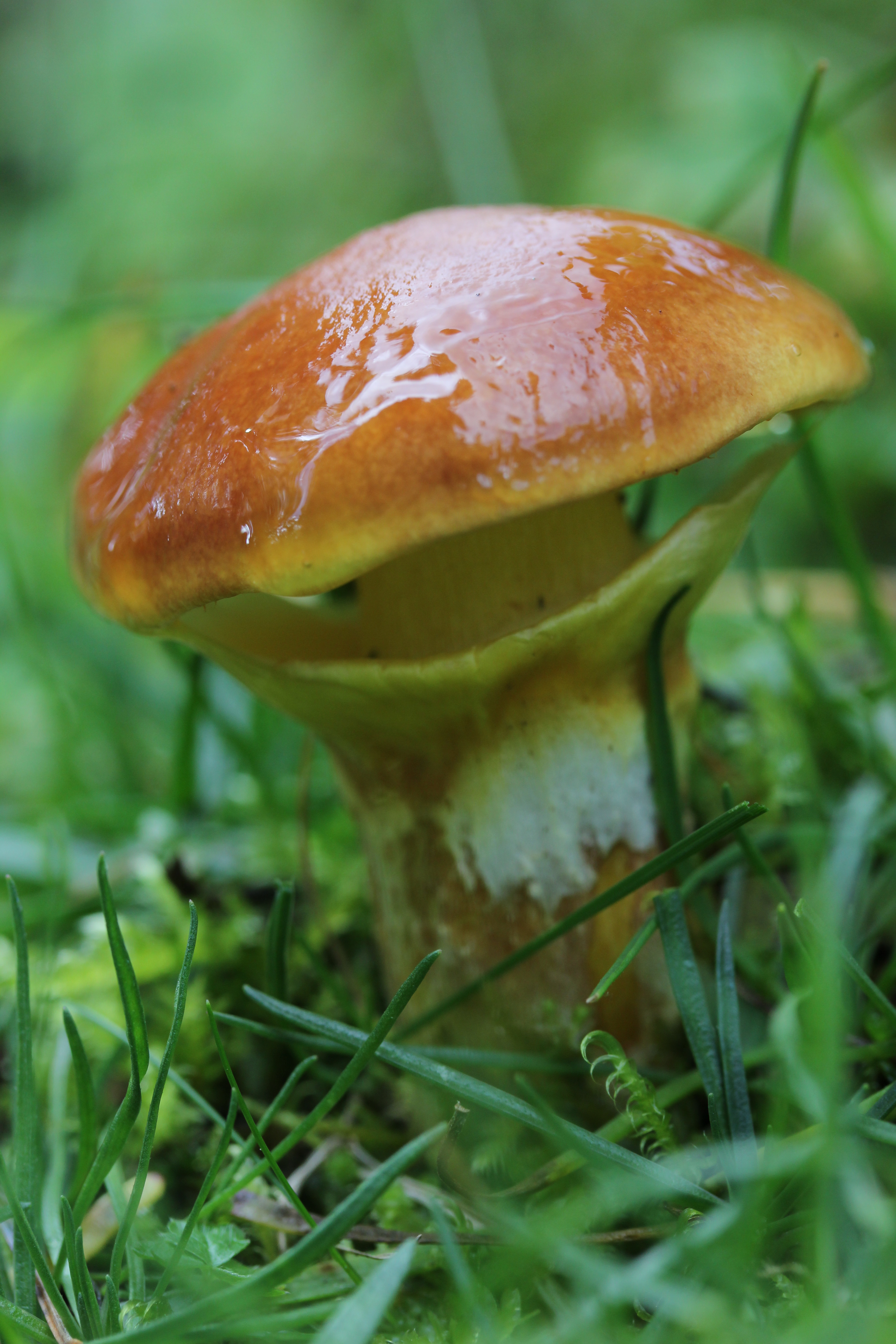
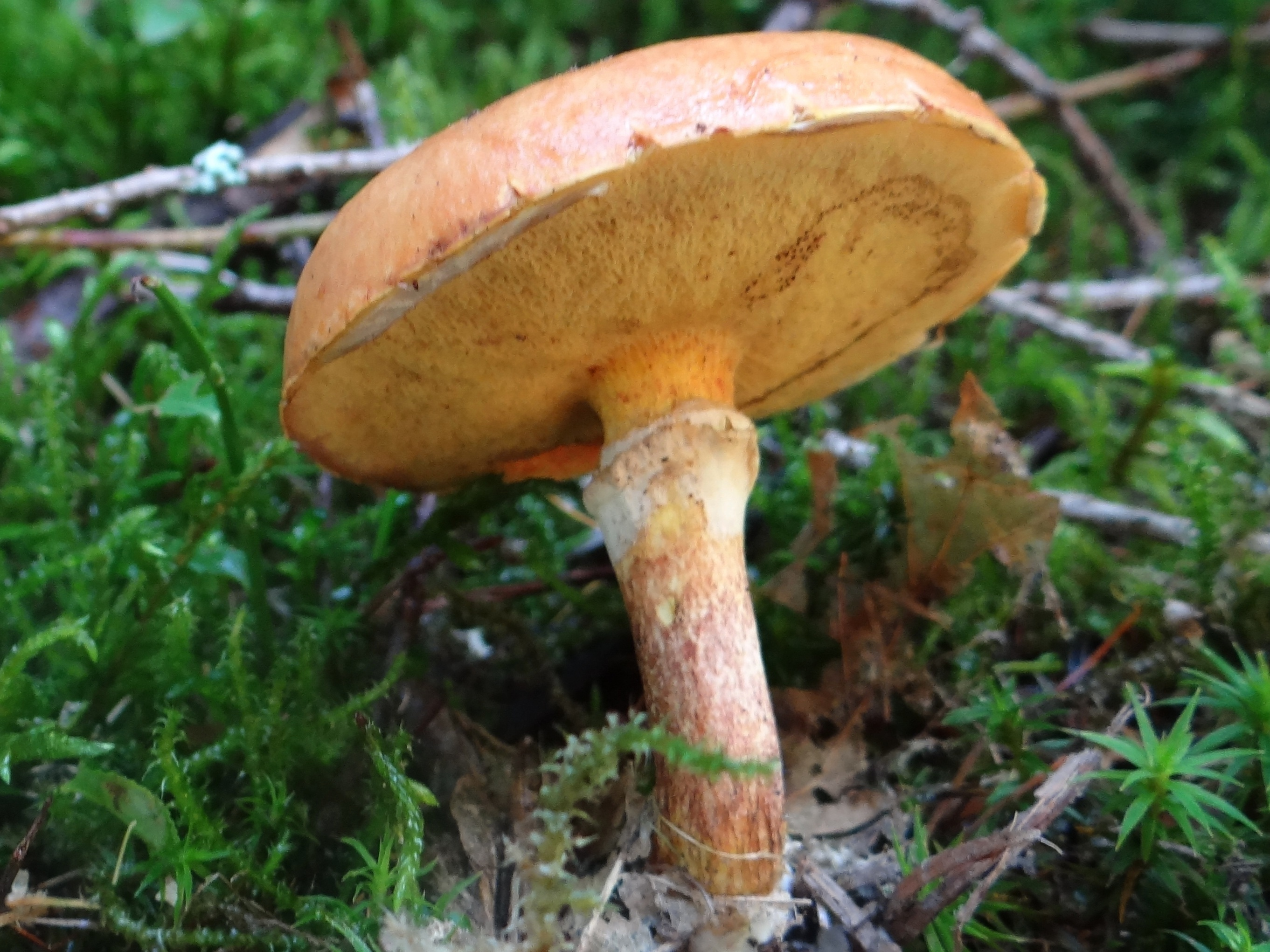
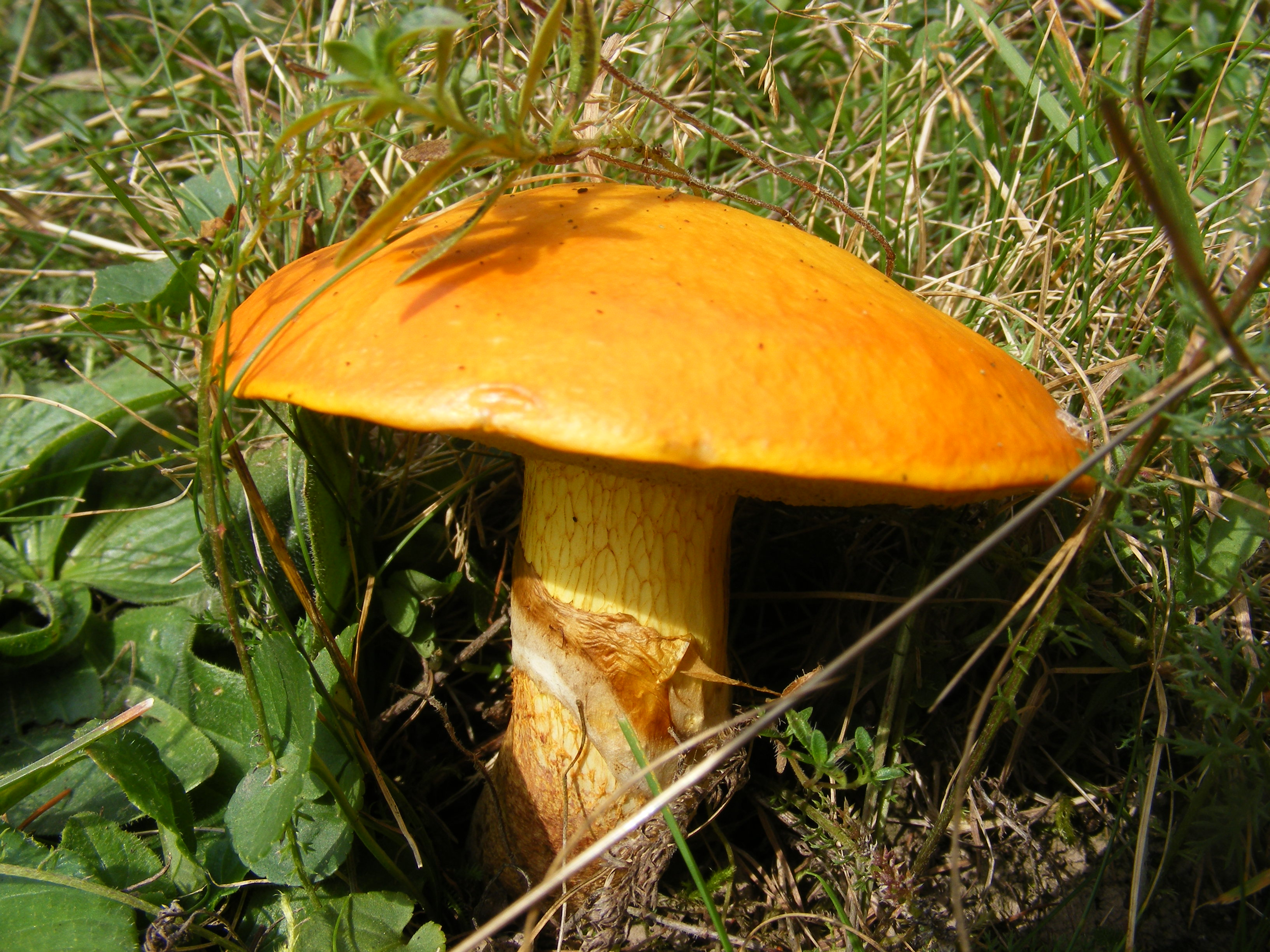
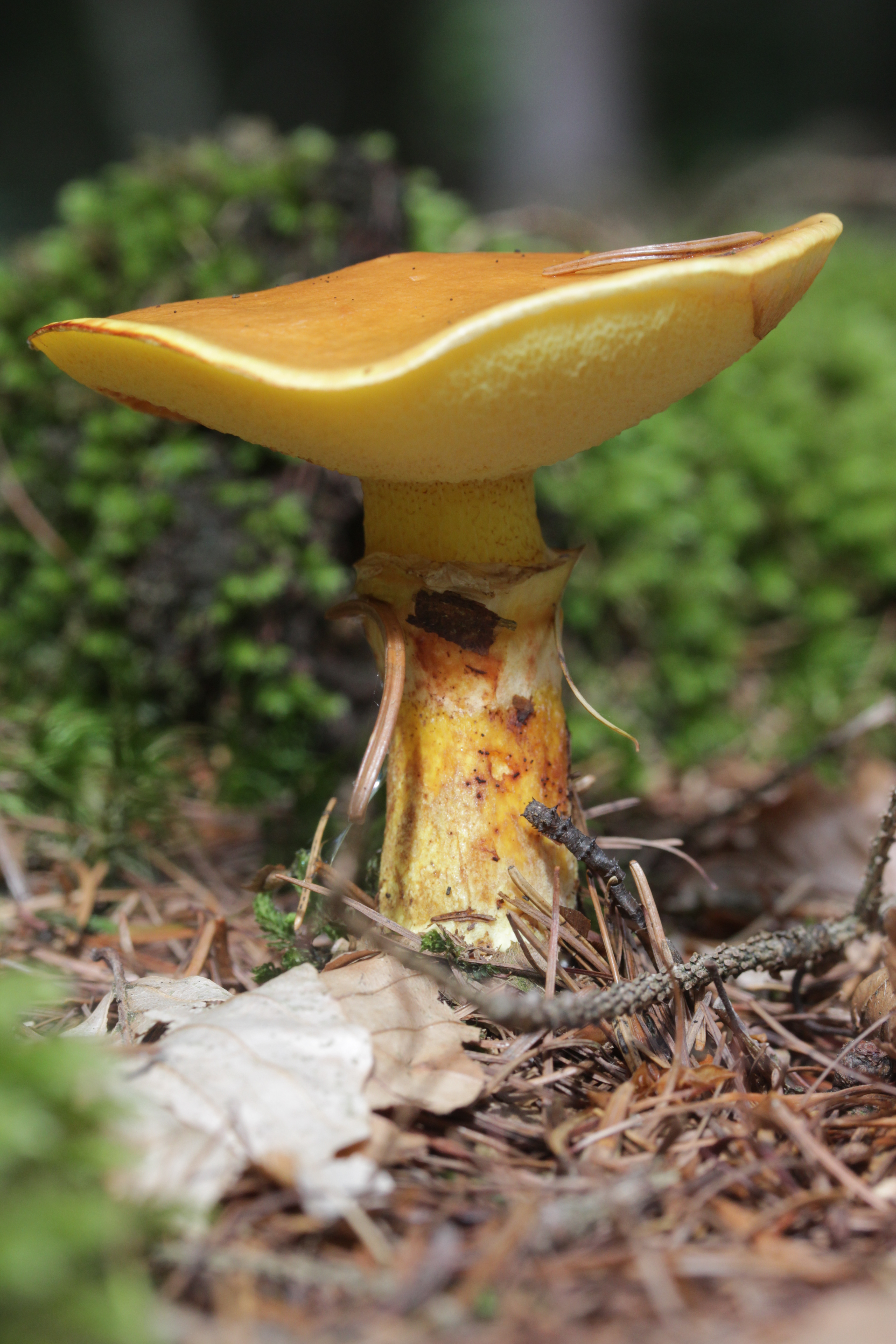
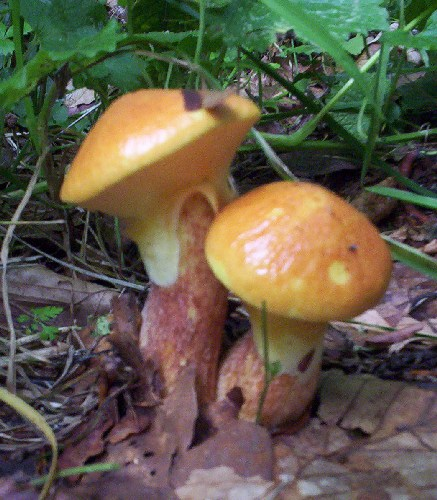
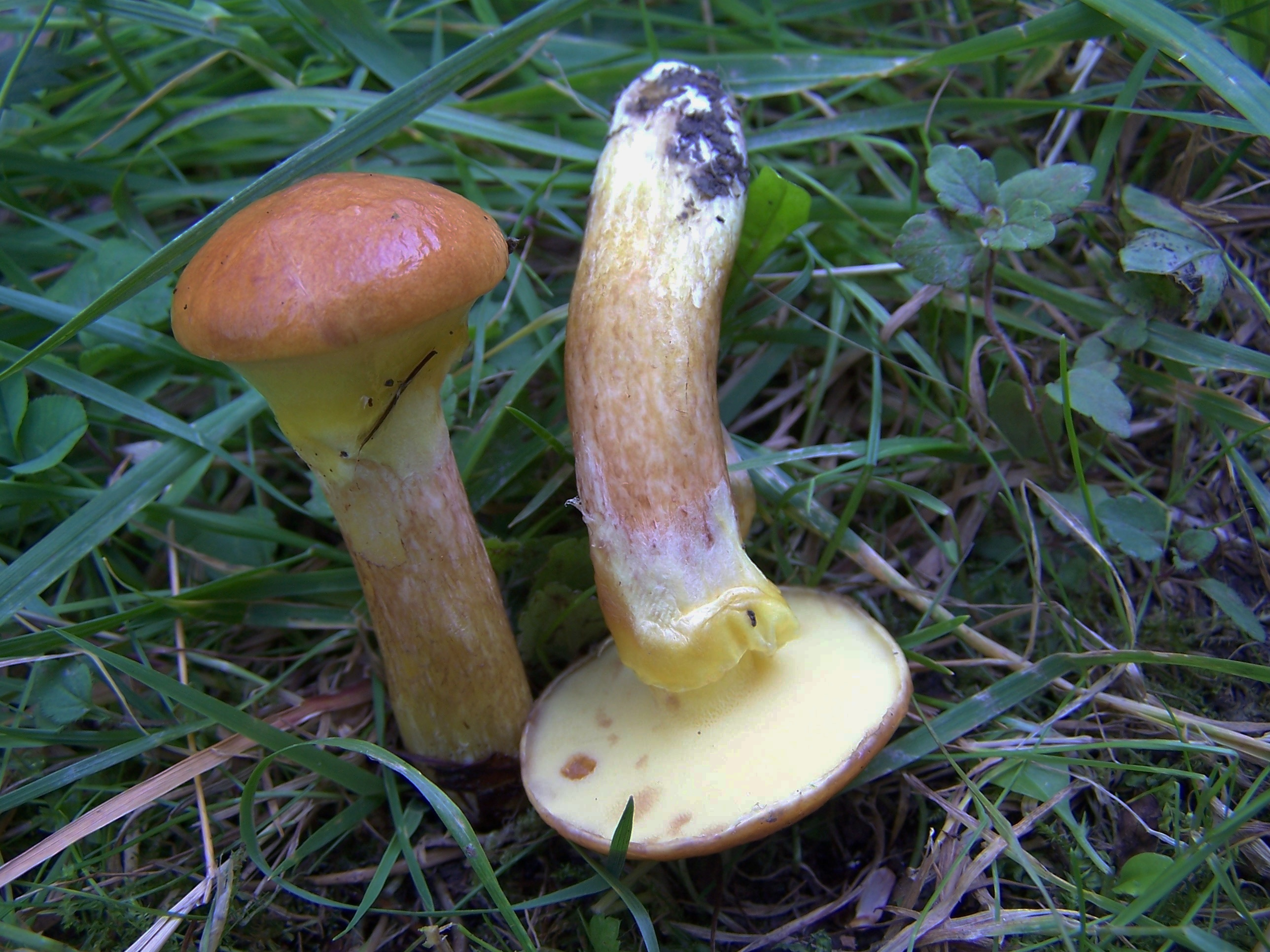
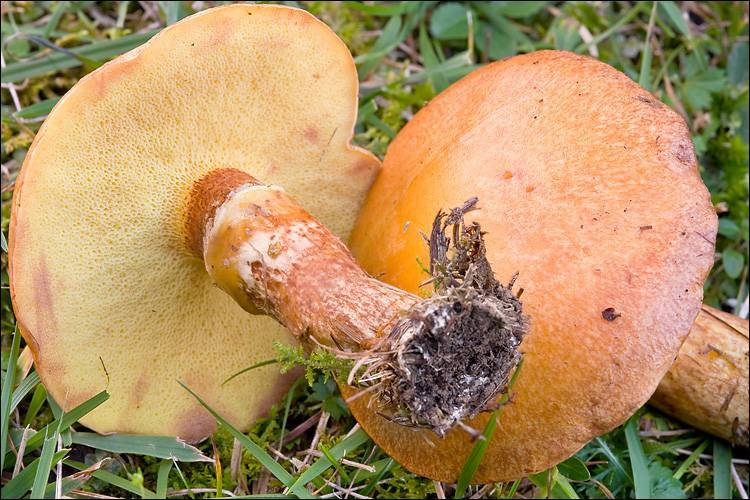
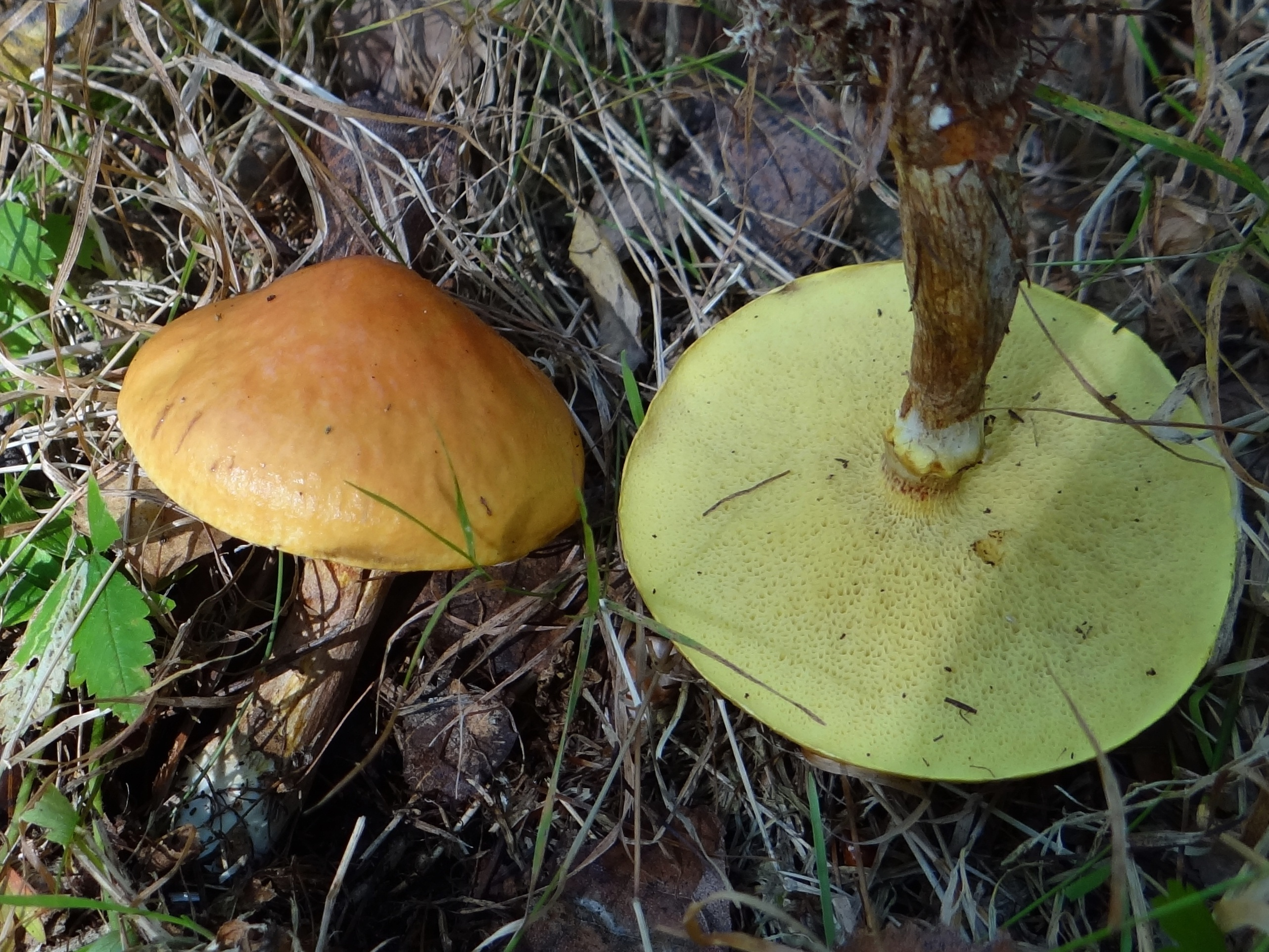
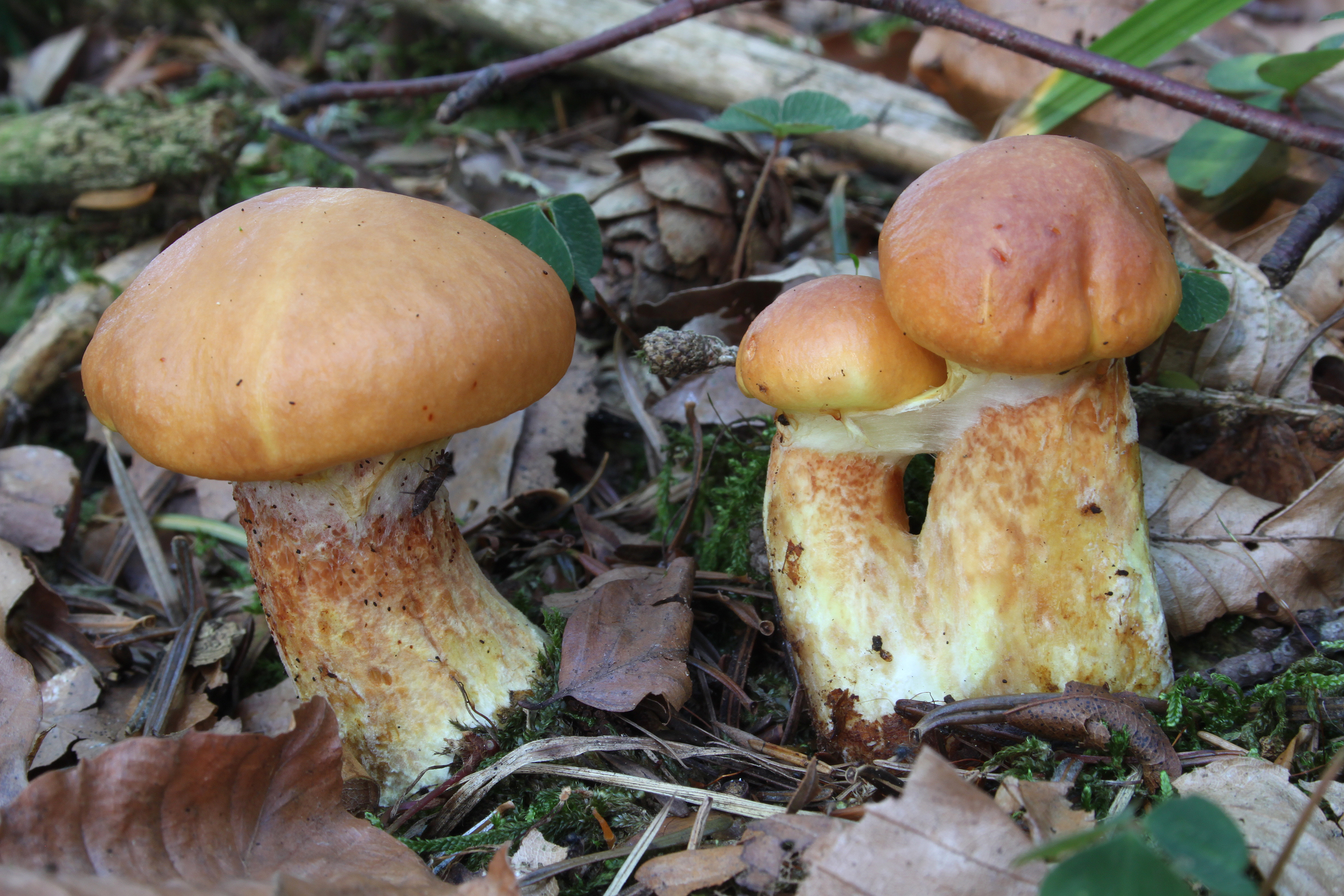
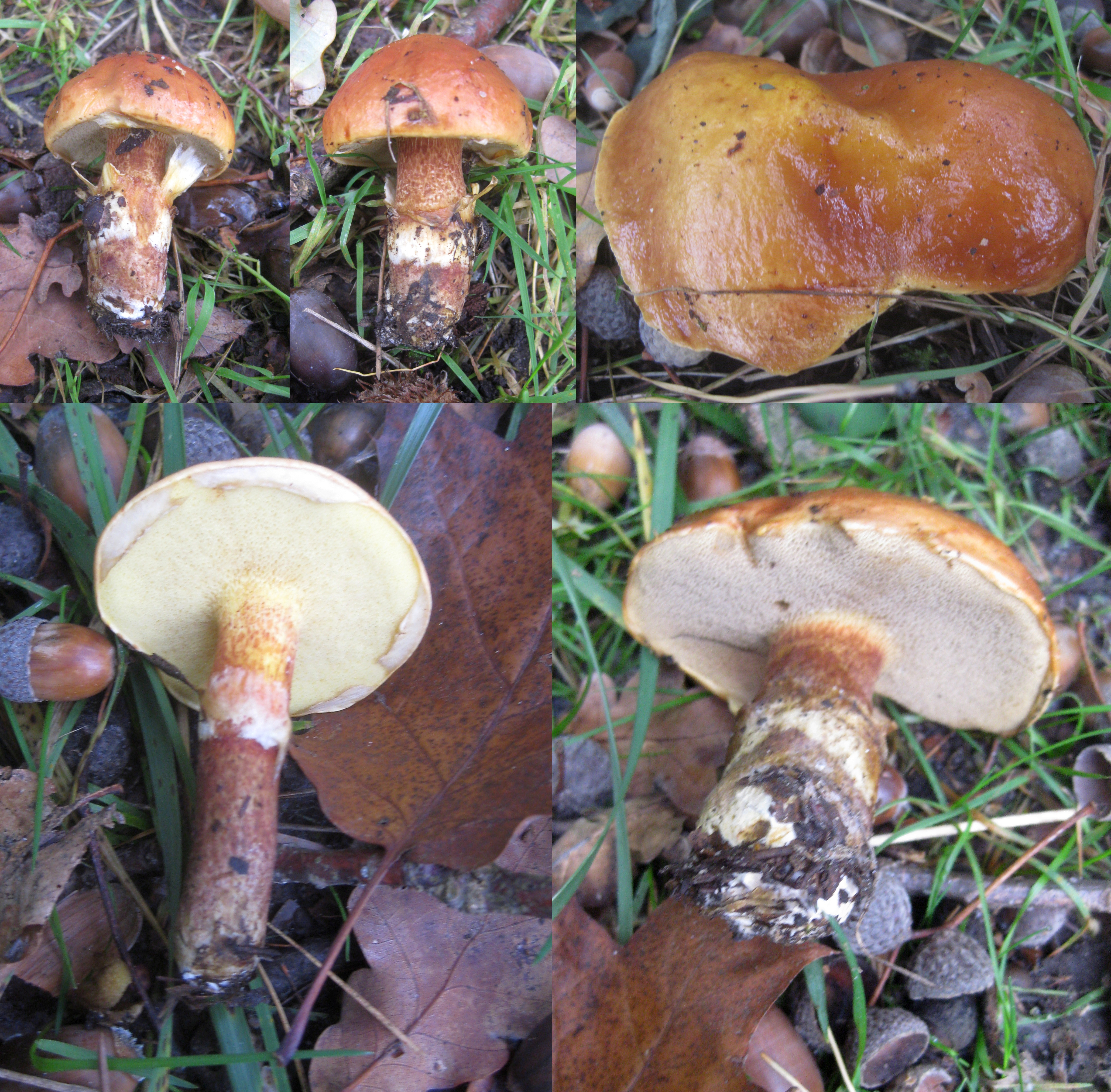

## Variétés et formes
Selon MycoBank (25 mars 2024) :
- Suillus grevillei f. badius ou Suillus grevillei var. clintonianus, au chapeau rougeâtre[5].
- Suillus grevillei f. flavus, Forme entièrement jaune citron vif à jaune d'or. Autres caractères semblables à ceux du type (forme pouvant être confondue avec Suillus bresadolae var. flavogriseus)[8].
- Suillus grevillei var. proximus
- Suillus grevillei var. pulchellus

## Habitat et distribution
Il s'agit un champignon ectomycorhizien, poussant sous les mélèzes (rarement sous les Douglas) de l'été à la fin de l'automne, fréquent à rare selon les régions.
Ce taxon se rencontre dans les pays suivants : Allemagne, Autriche, Belgique, Canada, Corée du Nord, Corée du Sud, Danemark, Espagne, Estonie, Finlande, France, Groenland, Irlande, Islande, Italie, Japon, Lettonie, Luxembourg, Mongolie, Norvège, Pays-Bas, Pologne, Portugal, Royaume-Uni, Russie, Serbie, Slovaquie, Slovénie, Suisse, Suède, Tchéquie, États-Unis, Île de Man, Îles Féroé.

## Comestibilité

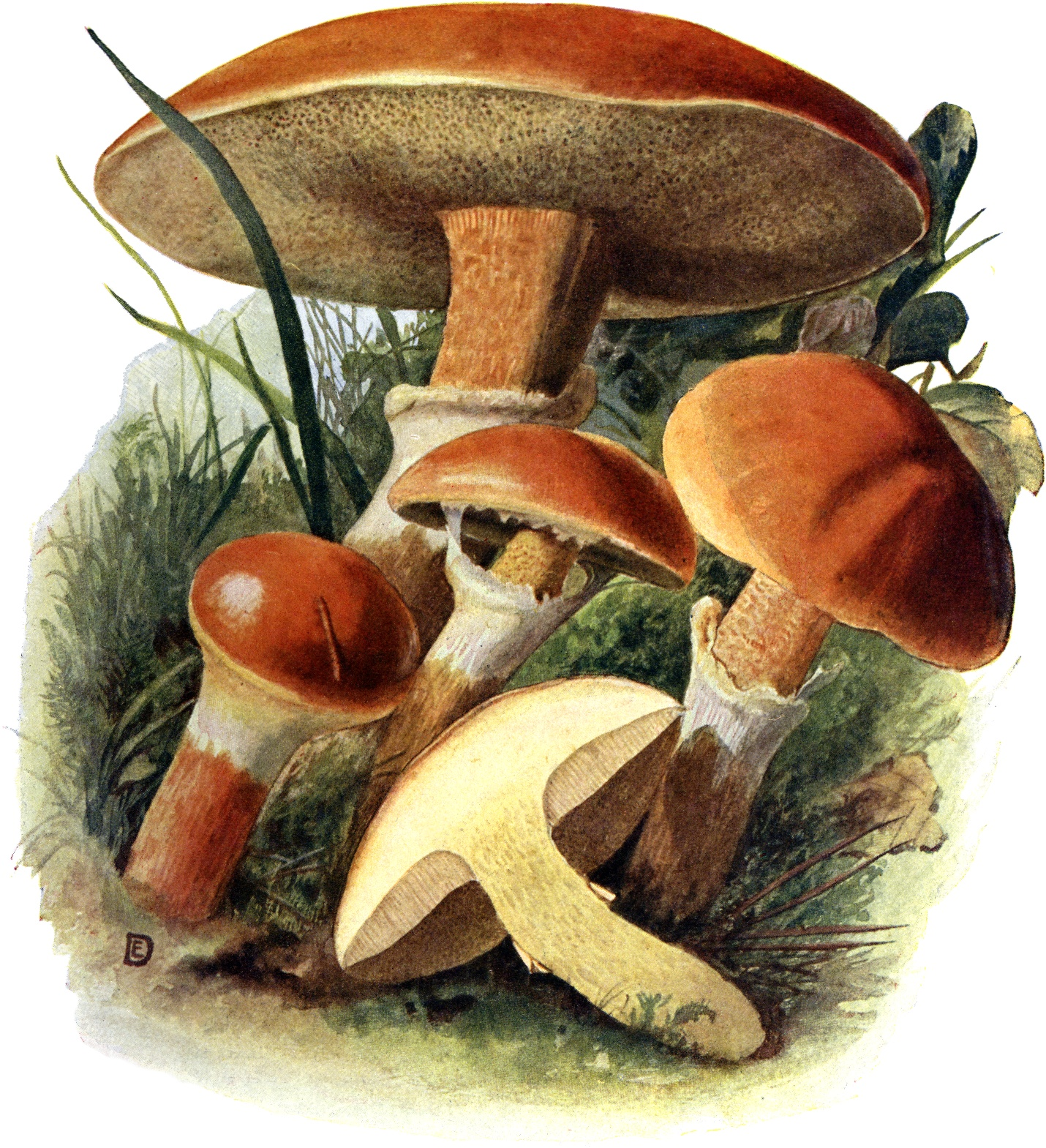
Illustration de Suillus grevillei par Emil Doerstling.

Comme tous les bolets du genre Suillus, le Bolet élégant est un comestible médiocre du fait de sa relative insipidité et de sa chair devenant rapidement flaccide. Il est plus au moins laxatif selon la tolérance individuelle, la quantité consommée et le degré de maturité des spécimens consommés. Pour cela il est préconisé de ne cueillir que des jeunes spécimens à la chair ferme, de retirer le pied fibreux, de peler la cuticule et de consommer une quantité modeste la première fois pour évaluer sa propre tolérance aux effets laxatifs. Assez commun, il est consommé occasionnellement .

## Confusions possibles
Avec ses belles couleurs, son pied à anneau et son habitat, le Bolet élégant ne peut guère être confondu. D'autres Suillus viennent sous les mélèzes, mais tous ont des pores amples.